# Kirchplatz (metrostation)
Kirchplatz is een ondergronds station van de U-Bahn in Frankfurt am Main gelegen in het stadsdeel Bockenheim. De metrotreinen van de U-Bahn-lijnen U6 en U7 stoppen hier.